# Song Qingling

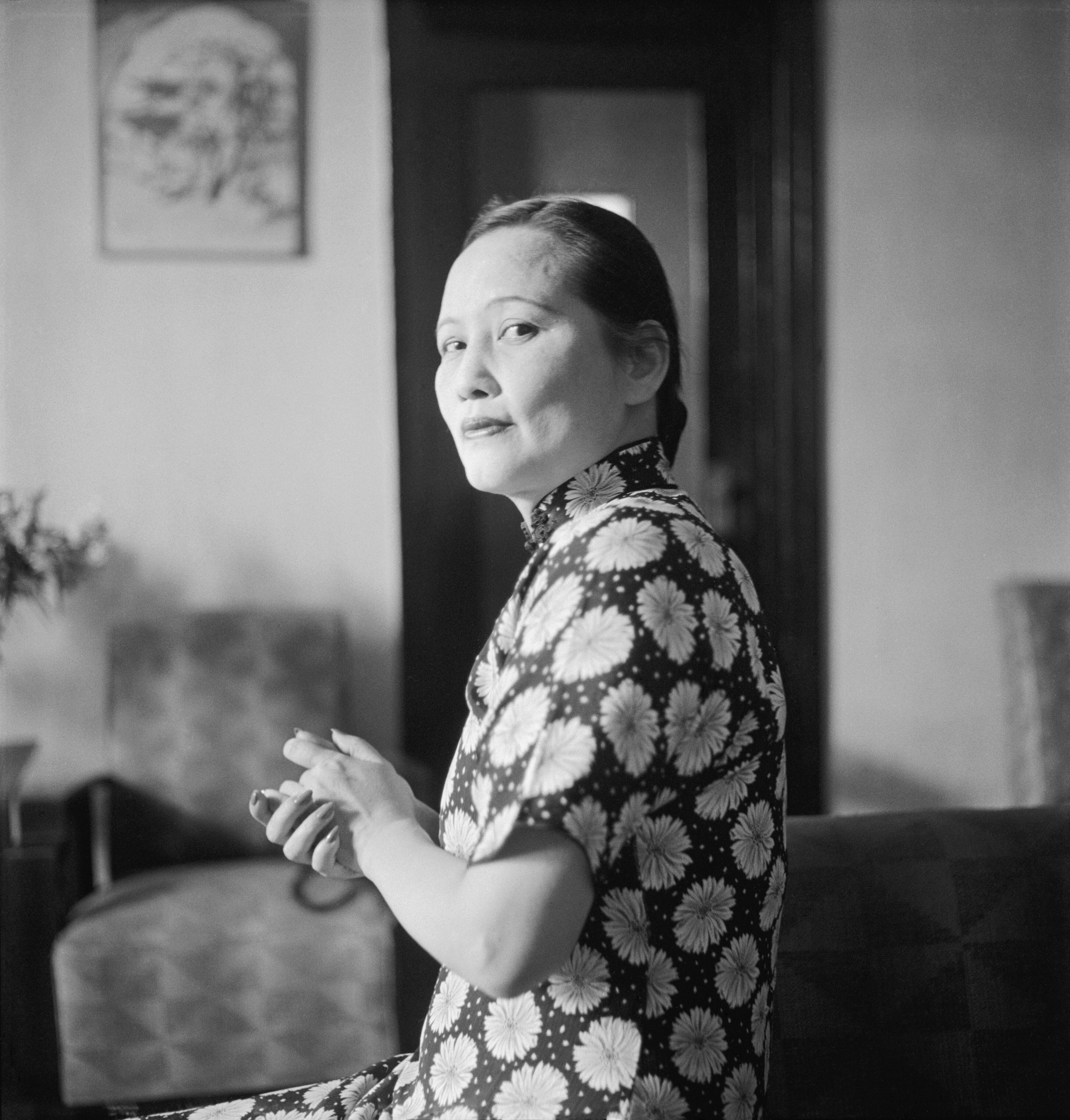
Song Qingling – Chungking, 1939–1945

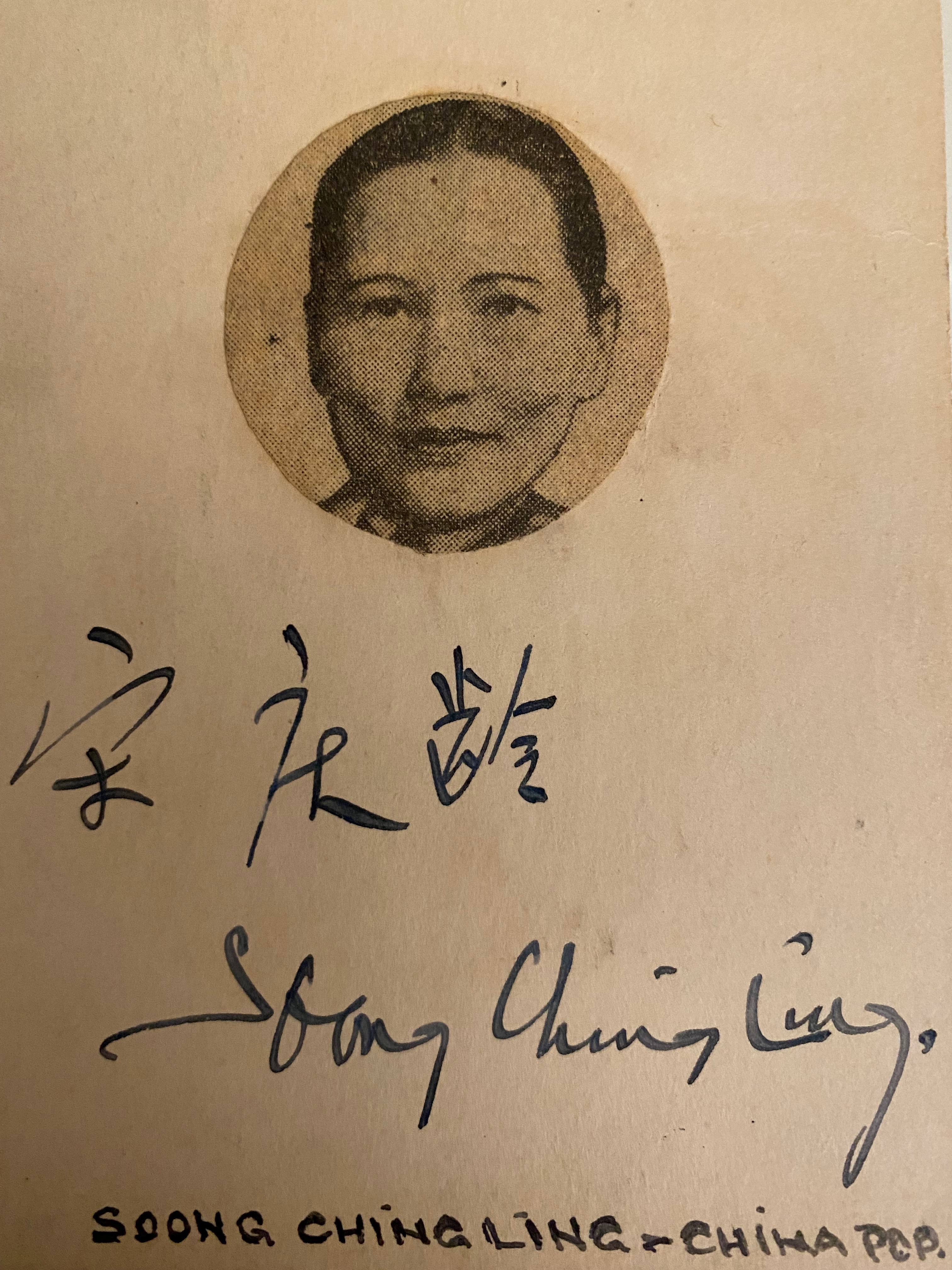
Eigenhändiges Unterschrift auf Albumblatt mit aufgezogener Photographie (30er Jahre)

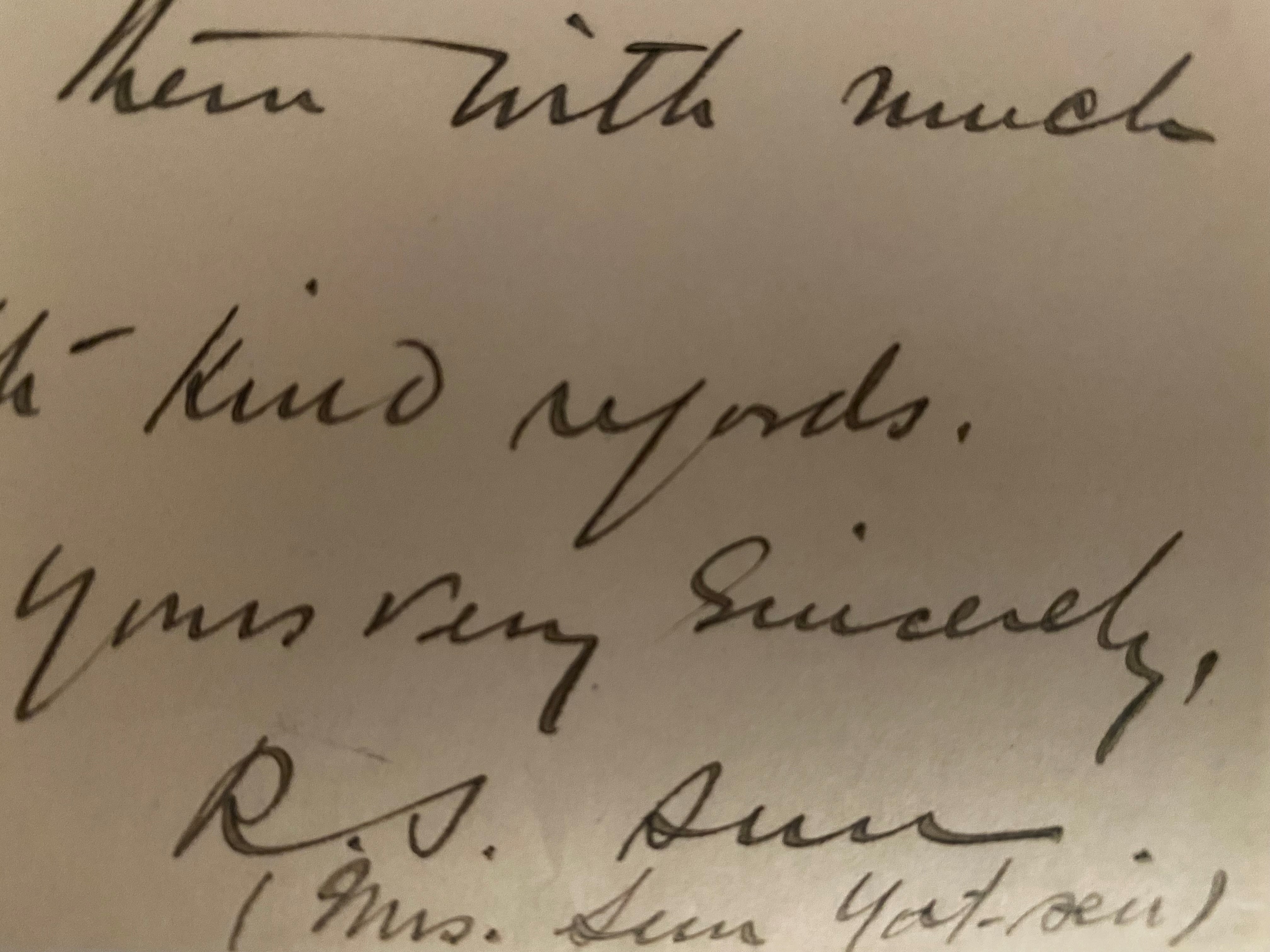
Eigenhändige Unterschrift mit Zusatz "Mrs. Sun Yat-sen".

Song Qingling (chinesisch 宋慶齡 / 宋庆龄, Pinyin Sòng Qìnglíng, W.-G. Sung Ch’ing-ling, Jyutping Sung3 Hing3ling4, * 27. Januar 1893 in Kunshan, Provinz Jiangsu, Kaiserreich China; † 29. Mai 1981 in Peking, China) war eine der drei Song-Schwestern, deren Männer zu den bedeutendsten Politikern Chinas im 20. Jahrhundert gehörten. Als Madame Sun Yat-sen wird sie als diejenige beschrieben, „die China liebte“. Ihr Taufname war Rosamond. Ihr Mann Sun Yat-sen war 1912 der erste Präsident der Republik China. Im Nachkriegschina war sie von 1949 bis zu ihrem Tod in verschiedenen Ämtern stellvertretende Vorsitzende und nach Liu Shaoqis Parteiausschluss von 1968 bis 1972 zusammen mit Dong Biwu geschäftsführend Vorsitzende der Volksrepublik China. Nach dem Tod Zhu Des war sie von 1976 bis 1978 als Vorsitzende des Ständigen Ausschusses des Nationalen Volkskongresses noch einmal Staatsoberhaupt. 1981 wurde sie als bisher einzige Person zur Ehrenpräsidentin erklärt.

## Leben

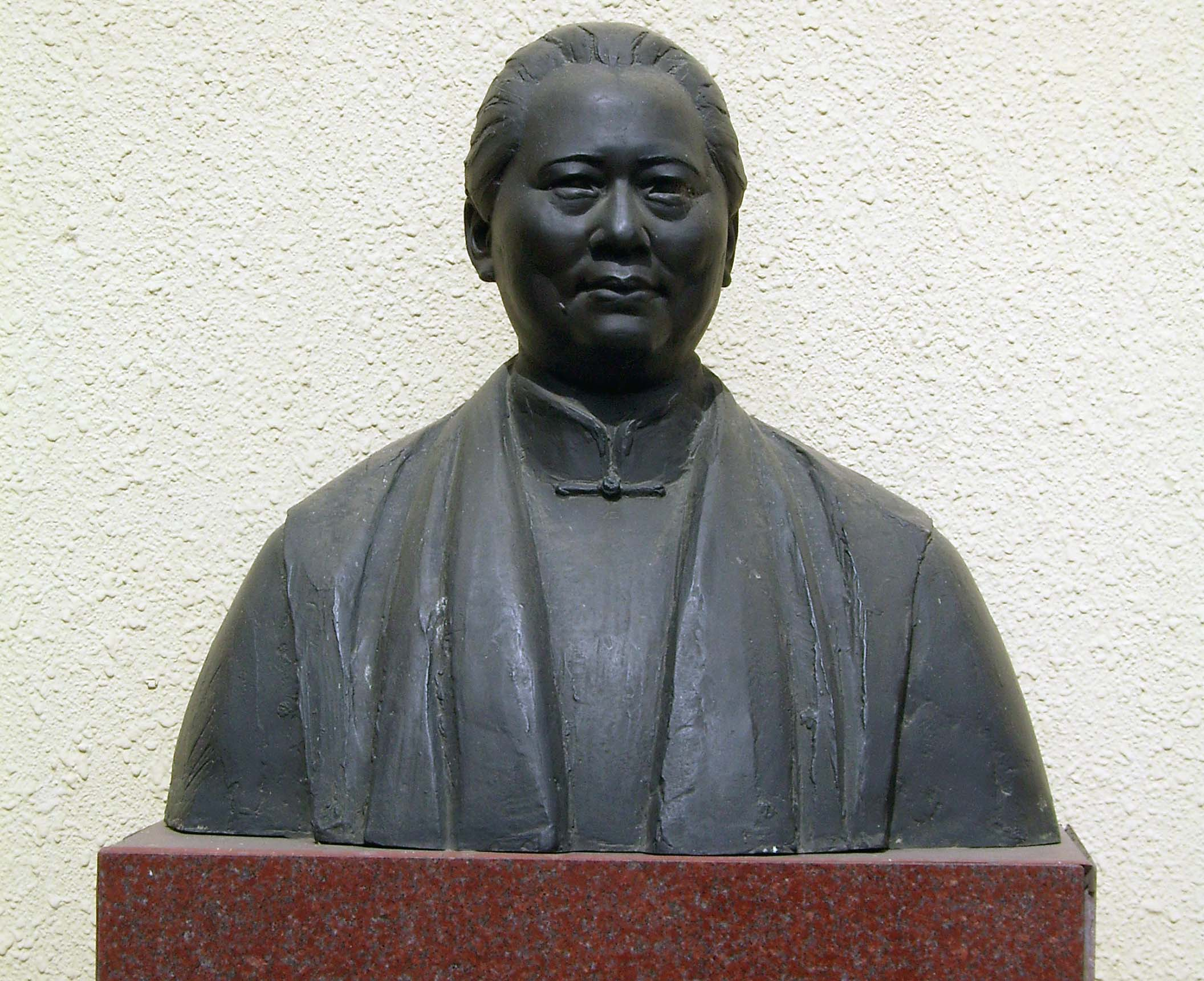
Büste in Peking, 2006

Song Qingling wurde als Tochter des wohlhabenden Geschäftsmanns und Missionars Charlie Soong geboren. Sie war das zweite Kind von Charlie Soongs drei Töchtern und besuchte die Oberschule in Shanghai und absolvierte das Wesleyan College in Macon, Georgia, USA.
Nach dessen Scheidung von Lu Muzhen heiratete sie am 25. Oktober 1915 in Japan Sun Yat-sen. Qinglings Eltern waren entschieden gegen diese Ehe, da Dr. Sun 26 Jahre älter als sie war. Nach Suns Tod 1925 wurde sie 1926 in das Zentrale Exekutivkomitee der Kuomintang gewählt, trotzdem ging sie nach der Vertreibung der Kommunisten aus der KMT 1927 ins Exil nach Moskau.
Obwohl sie sich während des Zweiten Japanisch-Chinesischen Krieges (1937–1945) mit der Kuomintang versöhnte, stand sie im Chinesischen Bürgerkrieg auf der Seite der Kommunisten. Sie trat aber der Partei nicht bei, sondern gehörte zur Vereinigten Front, die über dem Revolutionären Komitee der Kuomintang stand.
1939 begründete sie in Hongkong das China Welfare Institute (ursprünglich englisch China Defense League).
Sie baute 1949 das Magazin China heute (ursprünglich englisch China Reconstructs, etwa „China im Aufbau“) mit der Unterstützung von Israel Epstein auf. Dieses Magazin wird monatlich in sechs Sprachen herausgegeben (Chinesisch, Englisch, Französisch, Deutsch, Arabisch und Spanisch).
Nach der Gründung der Volksrepublik China 1949 wurde sie Vizepräsidentin der Volksrepublik China, Vorsitzende der Gesellschaft für Chinesisch-Sowjetische Freundschaft und Ehrenpräsidentin der All-China Women’s Federation. 1951 erhielt sie den Stalin-Friedenspreis, und 1953 wurde eine Sammlung ihrer Werke unter dem Titel Kampf für das Neue China veröffentlicht. Von 1968 bis 1972 war sie zusammen mit Dong Biwu amtierendes Staatsoberhaupt.
Am 16. Mai 1981, zwei Wochen vor ihrem Tod, wurde sie in die Kommunistische Partei Chinas aufgenommen und zur Ehrenpräsidentin der Volksrepublik China ernannt.
Im Gegensatz zu ihrer jüngeren Schwester Song Meiling, die mit ihrem Mann Chiang Kai-shek nach Taiwan floh, wird Song Qingling in Festlandchina sehr verehrt.

### Vize-Präsidentschaft
Ab April 1959 diente Song im zweiten Nationalem Volkskongress wieder als Abgeordnete für Shanghai. In diesem Kongress traten Mao Zedong und Zhu De von der Präsidentschaft und Vizepräsidentschaft der Volksrepublik China zurück. Liu Shaoqi wurde zum Staatsvorsitzendem (Präsident) der Volksrepublik-China gewählt, und Song Qingling und Dong Biwu, ein Parteiältester, zu Vizepräsidenten. Zu diesem Zeitpunkt trat Song von ihren Positionen als stellvertretende Vorsitzende der  Politischen Konsultativkonferenz des chinesischen Volkes und des  Nationalen Volkskongresses zurück. In den frühen 60er Jahren trat Song gelegentlich bei feierlichen Anlässen auf, um wichtige Auslandsbesuche zu empfangen.
Während der Kulturrevolution von 1966 bis 1976 wurde Song von der Roten-Garde-Fraktion kritisiert und bei einem Vorfall das Grab der Eltern geschändet und deren Körper freigelegt. Laut Songs Biografen empfahl der Premier Zhou Enlai, dass Song Qingling infolge dieses Vorfalls auf eine Liste der Kader mit Schutz gesetzt werden solle.
Gegen Ende der Kulturrevolution, während des vierten Nationalen Volkskongresses, wurde die Position des Vizepräsidenten abgeschafft, was für Song Qingling gleichzeitig das Ende ihrer Präsidentschaft war.